# کووناتکا
کووناتکا (به لهستانی:  Kownatka) یک روستا در لهستان است که در گمینا روشچیشوو واقع شده‌است.